# معركة لودوس
معركة لودوس (بالإسبانية: Batalla de Lutos)‏، هي معركة وقعت في العام 794 عندما باشر أمير الأندلس، هشام الرضا التوغلات العسكرية ضد مملكة أستورياس تحت قيادة الأخوين عبد الكريم بن عبد الواحد بن مغيث وعبد الملك بن عبد الواحد بن مغيث.

## المعركة
تذكر المصادر الأجنبية، قيام عبد الكريم بحملة عسكرية على أراضي ألبة، بينما توجّه شقيقه عبد الملك بقواته نحو قلب المملكة الأستورياسية دون مواجهة مقاومة كبيرة حتى بلغ مدينة أوفييدو، ودمر جزء كبير من ريفها، بما في ذلك الكنائس التي بناه فرويلا الأول ملك أستورياس. وفي طريق عودتهم إلى الأندلس، نصب ألفونسو الثاني ملك أستورياس كمينًا لجيش الأمويين في وادي يختلف المؤرخون حول ما إذا كان وادي كامينو ريال ديل بويرتو دي لا ميسا بالقرب من مدينة جرادو، أو بالقرب من مدينة لوس لودوس. وقعت المعركة، وأسفرت عن انتصار الأستورياسيين، ومقتل غالبية جيش المسلمين، ومن بينهم القائد عبد الملك.
أما المصادر العربية، فقد ذكرت أنه الأمويين أرسلوا حملة على جليقية في ربيع سنة 179 هـ (795 م) بقيادة عبد الكريم بن عبد الواحد بن مغيث، حتى بلغت أسترقة، ولم تلق مقاومة تُذكر. ثم تعرض المسلمون لكمين من ألفونسو الثاني ملك أستورياس وحلفائه البشكنس، في أقصى جليقية عن موضع سمّوه الصخرة، وحقق ألفونسو انتصارًا أوليًّا، وقُتل عدد من المسلمين، ثم تدارك المسلمون أمورهم وانتصروا في النهاية.